# Bambuszok
A bambuszok (Bambuseae) a perjefélék családjába tartozó évelő, örökzöld növények.
Több mint 1000 fajuk ismert. Fő előfordulási helyük Északkelet-Ázsiától Délkelet-Ázsián át egészen Északkelet-Ausztráliáig terjed.
Ugyan a perjefélék családjába tartoznak, sokan mégis bambuszfaként hivatkoznak rájuk, mivel némely fajuk megfelelő körülmények között akár 20 méternél is magasabbra nő, száruk vastagsága pedig meghaladhatja a 15 centimétert is. Persze nem ez az általános. A legtöbb faj magassága 3 és 10 méter közötti, szárvastagsága pedig 2 és 5 centiméter között van.
A hazánkban is egyre népszerűbb növényeket eredeti élőhelyén nagyon sokrétűen, az élet szinte minden területén hasznosítják, felhasználják.

## Termesztésük
Általában egy, az anyanövényről leválasztott gyökérdarabot elültetve történik a szaporítása. A gyökerek (rizómák) a föld alatt minden irányba szétterjednek és ezekről különböző sűrűségben hajtások bújnak elő. A hajtások általában tavasszal jelennek meg, és négy-hat hét alatt megnőnek teljes magasságukra. Ekkor még levélzet nem, vagy csak alig található rajtuk. A gyökérzet fejlettsége határozza meg, hogy a hajtások az adott évben milyen magasra és milyen vastagságban nőnek. A hajtásokkal ellentétben a gyökérzet szinte egész évben – kivéve a téli, fagyos időszakokat – fejlődik. Kordában tartása a nem kívánt hajtások lenyírásával vagy a gyökérzet terjedésének betonnal, erős fóliával (pl. nagy sűrűségű polietilén HDPE) való körbe kerítésével lehetséges. Szinte minden típusú talajban megél, de szereti a tápanyagban gazdag talajt és a bőséges vízellátást.
Nálunk egyelőre inkább dísznövényként termesztik, mivel igen dekoratív növény. Kb. 150 faj fagyálló különböző mértékben. Egyes fajták szára sárga, mások zöld színűek, de van fekete változat is. Némelyiknek zöld alapon sárga csíkos a szára, másiké sárga alapon zöld csíkos. Létezik pöttyös mintázatú változat is.
Az alacsonyabb fajtákat talajtakaróként, a közepes növésűeket sövényként, a magasakat pedig ligetek, erdők formájában termesztik.
A szárak az első évben kifejlődnek, vastagságuk, hosszuk a továbbiakban nem változik, de általában öt-hat évig érnek, azaz szilárdságuk, keménységük, rugalmasságuk növekszik, utána hasznosíthatóak. Nem is érdemes tovább nevelni őket, mert a továbbiakban az eddigi nettó energia termelőből energia fogyasztóvá lépnek elő, azaz eleinte a lombjuk segítségével cukrot halmoznak fel a rizómákban, míg később, (míg el nem pusztulnak) az elöregedett szárak már nem juttatnak a gyökérzetnek elegendő asszimilált tápanyagot.
A bambuszok levelei általában örökzöldek, de a növény minden évben teljes új levélzetet fejleszt, a régi levelek fokozatosan elszáradnak, lehullanak, összefüggő talajtakarót képezve a növény alatt.
A fagykárok is elsődlegesen a bambuszok leveleit sújtják, szélnek kitett területen a fiatal bambusztövek levélzete egy hidegebb tél alatt szinte teljesen elszáradhat. Amennyiben a szárak túlélik a telet, a leveleket a növény tavasszal pótolja.

## Szárnövekedés, virágzás
A bambusz rizómái jelentős mennyiségű tápanyagot raktároznak, ami következő tavasszal a szárak gyors növekedését eredményezi.
A bambusz az egyik évben a szárakat, a másik évben a rizómákat fejleszti.
A szárak eleinte kis rügyként jelennek meg a rizóma nóduszain. Néhány évig így növekednek, majd gyors fejlődésnek indulva kibújnak a talajból. Általában rövid, vastag kúp alakjában jelentkeznek, melyeket rügyhüvelyek vesznek körül. A rügyhüvelyek a legkeményebb talajt is áttörik, annak ellenére, hogy kezdetben igen sérülékenyek.
Kihajtás után általában 20 - 30 napon belül, gyors növekedéssel érik el végleges méretüket.
Az eddigi feljegyzések szerint a Bambusa arundinacea 91 cm-t nőtt egy nap alatt, a Phyllostachys edulis Pubescens pedig 121 cm-t.
Az átlagos napi növekedés kb. 25–28 cm. A bambusz éjjel sokkal gyorsabban nő, mint nappal, amire eddig meggyőző magyarázatot még nem sikerült találni.
A kialakult szár átmérőjéből a növény kora nem határozható meg, ugyanis az többé nem változik.
A bambuszok többségének a szára belül üres.
Egyes bambuszok szárának jól kifejlett barázdája van. A Phyllostachys nemzetség valamennyi tagjánál megtalálható ez a barázda, amit szulkusznak nevezünk. A barázdák eredetét az ágrügyek fejlődésében kereshetjük. Az ágrügyek már a fejlődő sarjakban kialakulnak, amikor még a növény szövetei puhák.
A bambuszok szárának színe igen változatos lehet. Leggyakoribb a zöld szín, de a sárgától a bíboron át egészen a feketéig sokféle szín és árnyalat előfordul. A fiatal szár alapszíne általában zöld, mely később válik a fajtára jellemző színek valamelyikévé.
A természetben a bambuszok csoportalkotásra való hajlamuk miatt minden irányban terjeszkednek, az általuk borított terület évről évre növekszik.

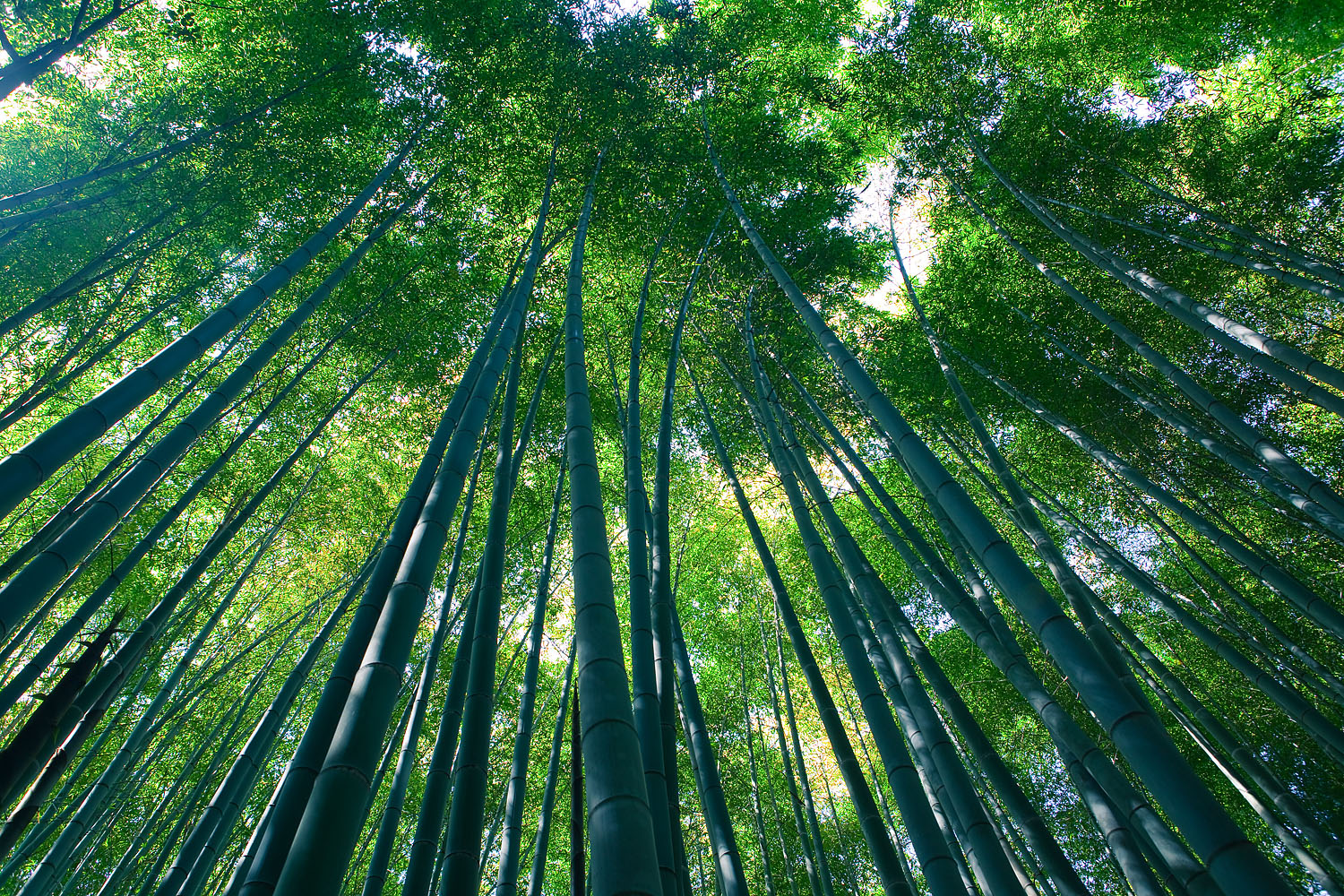
Bambuszerdő

Növekedési sajátosságához tartozik, hogy mindaddig, amíg el nem éri teljes kifejlettségét, évről évre vastagabb és magasabb szárakat produkál.
Miután elérte a teljes kifejlettséget, attól kezdve egyforma vastagságú és magasságú szárakat fejleszt. Ezután már csak a szárak száma és ezzel együtt a levéltömeg nagysága növekszik.
A fajtára jellemző magasságot és szárátmérőt (ezt jelezzük a fajtaismertetéseknél) az éghajlati adottságok (átlaghőmérséklet, csapadék), a tápanyagok mennyisége és a tenyészterület nagysága befolyásolhatja. Magyarországon jobbára az éghajlati viszonyok korlátozzák a bambusz növekedését, tehát valószínűleg az eredeti élőhelyen mért adatokat nem tudják produkálni. Nálunk akkor éri el bambuszunk a lehető legnagyobb méretet, ha a minimális tenyészterületet, valamint tápanyagtöbbletet és csapadékpótlást biztosítunk számukra. Kistokajban jelentős fajtaszámmal rendelkező bambuszgyűjtemény található.
A bambusz virágzása

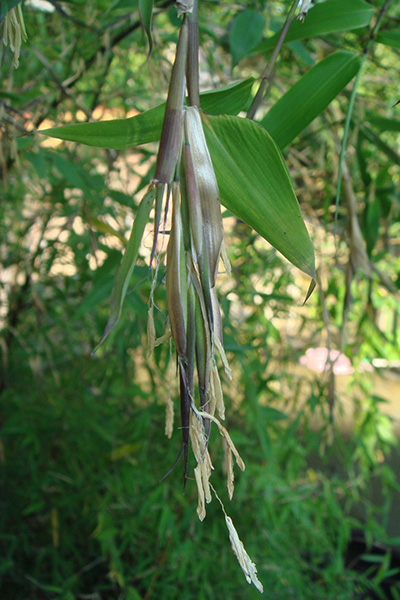
A Phyllostachys glauca 'Yunzhu virága

A bambusz körüli titokzatosságok egyike, hogy egyes egyedek szakaszonként ugyanabban az időben egész éven át virágoznak. Ez történt a Phyllostachys bambuszfélével, amikor végig virágozta az 1970-es éveket, ahogy ezt megtette a bambusztörténelem szerint minden 120 évben. A Phyllostachis nemzetség virágzásának nyilvántartása évszázadokra nyúlik vissza. Ismereteink szerint senki sem tudja, mi ösztönzi a virágzást.
Míg egyes bambuszfajták virágzása időszakos, másoknál környezeti körülmények, szárazság vagy egyéb feszültség idézi elő.
Az egyedi növény virágzása 2-7 évig folytatódhat és ez sokszor végzetes, de külön gondozással és táplálással az anyanövény túlélheti, és éppen csak kisebb lesz. E mellett még a sok mag elültethető, ez vagy az anyanövénnyel azonosat reprodukál, vagy új és érdekes változatot állít elő.
Mire az anyanövény befejezi a virágzást, már új csemeték pezsdülhetnek körülötte.
Bizonyos fajokat annyira megvisel a virágzás, hogy a magok beérlelése után el is pusztulnak. Ez főleg az óriás fajokra jellemző, de szerencsére nagyon ritkán, 40-120 évenként fordul elő.
A fajok zöme túléli a virágzást, és bár a virágzott szárak elpusztulnak, a telepek a rizómákról felújulnak. A kisebb termetű fajok viszonylag gyakran (némelyek évenként is) virágoznak, de ezek esetében a virágzás nem okoz számottevő visszaesést a fejlődésben.

## Felhasználása

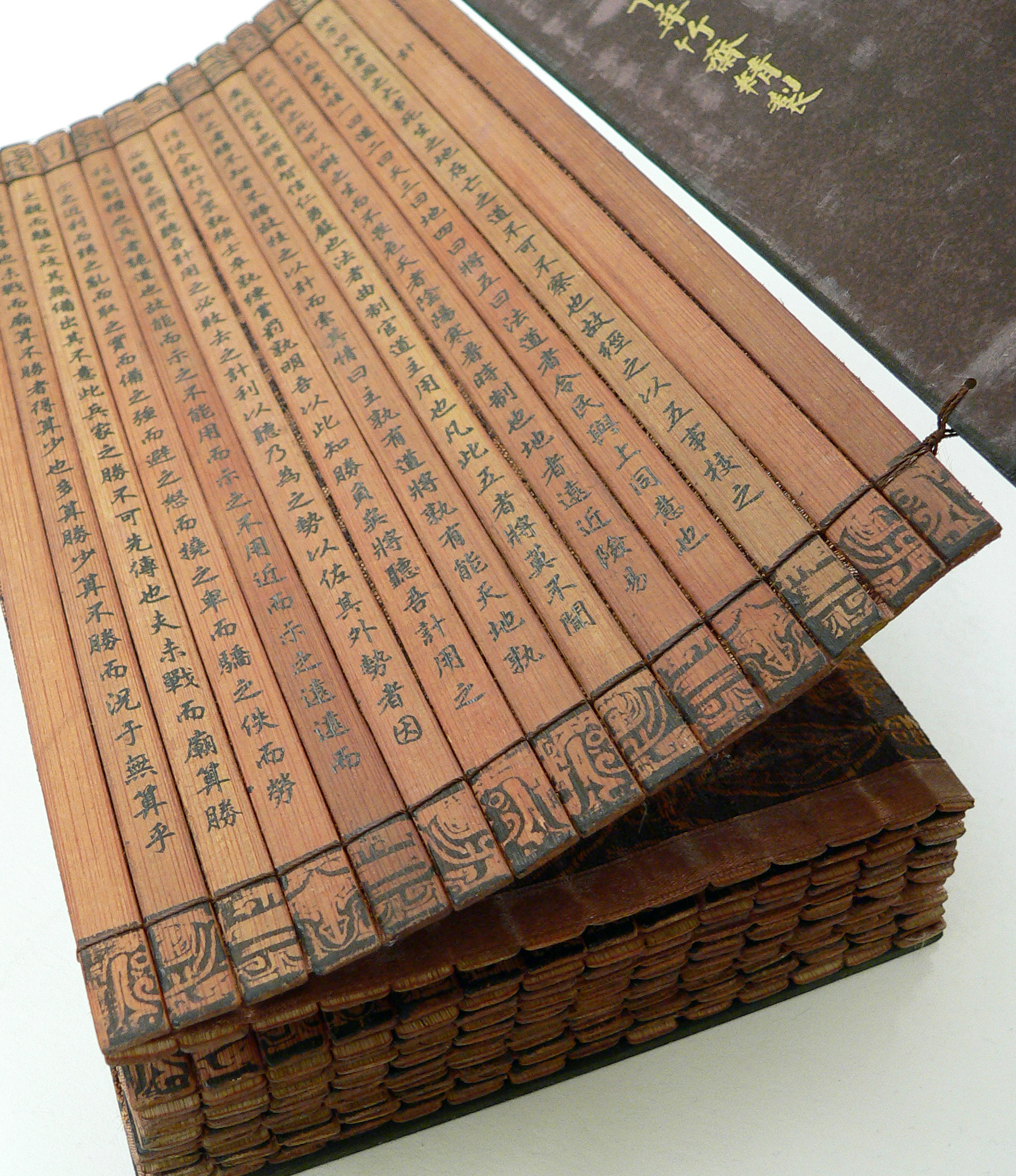
Bambusz könyv - Sun Zi: A háború művészete

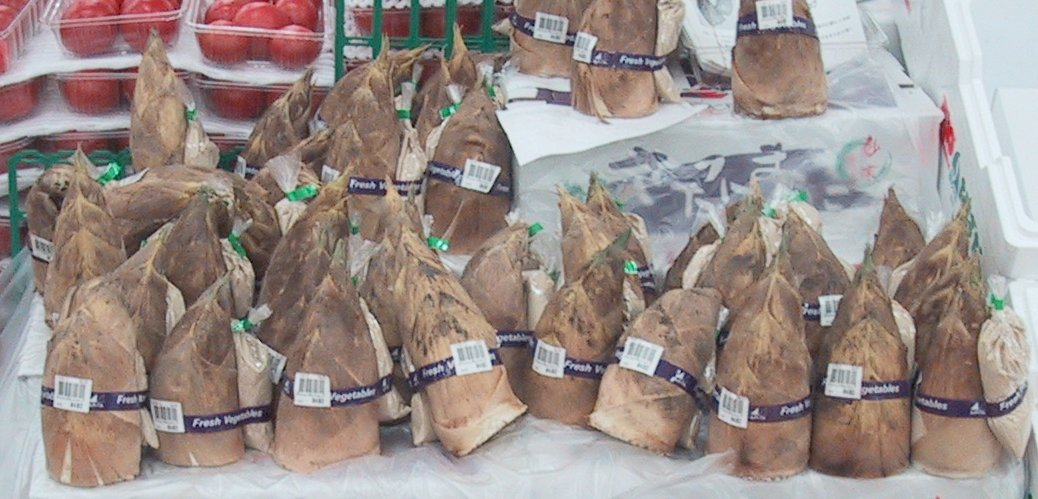
Eladásra kínált bambuszrügyek egy japán bevásárlóközpontban

Az üreges felépítésű, kis súlyú és nagyon hajlékony, rugalmas száraknak köszönhetően az élet szinte minden területén hasznosítható növények. Készíthető belőle kerítés, építési állványzat, kerti vagy akár szobai bútor, de még ékszer is.
Japánban íjat is készítenek belőlük, továbbá kb. a 11. században megépített első ágyúk csőanyagául is bambusznádak szolgáltak (ezek a hucsongok). A bambusz szárát alkotó rostokat - a lenhez vagy kenderhez hasonló módon - a textilipar mint szálasanyagot hasznosítja, vagy a vegyipar kinyeri belőlük a cellulózt, és abból viszkózszálat készítenek szintén textilipari felhasználásra.
A talajból kibújt fiatal bambuszhajtás, a bambuszrügy a legtöbb faj esetében ehető, az ázsiai konyha egyik kedvelt alapanyaga.